# Liste der Bodendenkmäler in Thurnau
Auf dieser Seite sind die Bodendenkmäler in dem oberfränkischen Markt Thurnau zusammengestellt. Diese Tabelle ist eine Teilliste der Liste der Bodendenkmäler in Bayern. Grundlage ist die Bayerische Denkmalliste, die auf Basis des Bayerischen Denkmalschutzgesetzes vom 1. Oktober 1973 erstmals erstellt wurde und seither durch das Bayerische Landesamt für Denkmalpflege geführt wird. Die folgenden Angaben ersetzen nicht die rechtsverbindliche Auskunft der Denkmalschutzbehörde.

## Bodendenkmäler in Thurnau

### Bodendenkmäler in der Gemarkung Alladorf
| Lage                | Objekt | Akten-Nr.     | Bild |
| ------------------- | --- | ------------- | ---- |
| Alladorf (Standort) | Mittelalterlicher Turmhügel. Siehe auch: Turmhügel Alladorf | D-4-6034-0017 |      |
| Alladorf (Standort) | Mittelalterlicher Turmhügel. | D-4-6034-0018 |      |
| Alladorf (Standort) | Siedlung des Neolithikums, der Bronzezeit und der Urnenfelderzeit. | D-4-6034-0020 |      |
| Alladorf (Standort) | Frühmittelalterliches Reihengräberfeld. | D-4-6034-0022 |      |
| Alladorf (Standort) | Freilandstation des Mesolithikums. | D-4-6034-0023 |      |
| Alladorf (Standort) | Siedlung des Neolithikums. | D-4-6034-0055 |      |
| Alladorf (Standort) | Mittelalterlicher Burgstall. Siehe auch: Burgstall Alladorf | D-4-6034-0060 |      |
| Alladorf (Standort) | Siedlung der Urnenfelderzeit. | D-4-6034-0070 |      |
| Alladorf (Standort) | Befunde des Mittelalters und der frühen Neuzeit sowie untertägige Teile der spätmittelalterlichen bis frühneuzeitlichen Kirche Evangelisch-Lutherischen Filialkirche St. Nikolaus von Alladorf. Siehe auch: St. Nikolaus (Alladorf) | D-4-6034-0071 |      |
| Alladorf (Standort) | Untertägige Teile der spätmittelalterlichen bis frühneuzeitlichen Pfarrkirche in Trumsdorf, Fundamente mittelalterlicher Vorgängerbauten sowie Körpergräber des Mittelalters und der Neuzeit.                                       | D-4-6034-0073 |      |

### Bodendenkmäler in der Gemarkung Berndorf
| Lage                | Objekt | Akten-Nr.     | Bild |
| ------------------- | --- | ------------- | ---- |
| Berndorf (Standort) | Verschleifte Grabhügel der Hallstattzeit. | D-4-5934-0024 |      |
| Berndorf (Standort) | Untertägige Teile der frühneuzeitlichen Pfarrkirche in Berndorf, Fundamente mittelalterlicher und frühneuzeitlicher Vorgängerbauten sowie Körpergräber des Mittelalters und der Neuzeit. Siehe auch: Friedenskirche (Berndorf) | D-4-5934-0114 |      |

### Bodendenkmäler in der Gemarkung Felkendorf
| Lage                  | Objekt                                                                                            | Akten-Nr.     | Bild |
| --------------------- | ------------------------------------------------------------------------------------------------- | ------------- | ---- |
| Kleetzhöfe (Standort) | Reihengräberfeld Kleetzhöfe; Bestattungsplatz mit Reihengräbern des ausgehenden Frühmittelalters. | D-4-6034-0002 |      |

### Bodendenkmäler in der Gemarkung Hutschdorf
| Lage                  | Objekt | Akten-Nr.     | Bild |
| --------------------- | --- | ------------- | ---- |
| Hutschdorf (Standort) | Mittelalterlicher Turmhügel. Siehe auch: Turmhügel Partenfeld | D-4-5934-0022 |      |
| Hutschdorf (Standort) | Untertägige Teile der frühneuzeitlichen Pfarrkirche in Hutschdorf, Fundamente eines mittelalterlicher Vorgängerbaus sowie Körpergräber des Mittelalters und der Neuzeit. | D-4-5934-0121 |      |

### Bodendenkmäler in der Gemarkung Limmersdorf III
| Lage                       | Objekt                                     | Akten-Nr.     | Bild |
| -------------------------- | ------------------------------------------ | ------------- | ---- |
| Limmersdorf III (Standort) | Grabhügel vorgeschichtlicher Zeitstellung. | D-4-5934-0031 |      |

### Bodendenkmäler in der Gemarkung Limmersdorf I
| Lage                     | Objekt | Akten-Nr.     | Bild |
| ------------------------ | --- | ------------- | ---- |
| Limmersdorf I (Standort) | Untertägige Teile der frühneuzeitlichen Pfarrkirche in Limmersdorf, Fundamente eines mittelalterlichen Vorgängerbaus sowie Körpergräber des Mittelalters und der Neuzeit. | D-4-5934-0060 |      |

### Bodendenkmäler in der Gemarkung Limmersdorfer Forst
| Lage                           | Objekt                                                          | Akten-Nr.     | Bild |
| ------------------------------ | --------------------------------------------------------------- | ------------- | ---- |
| Limmersdorfer Forst (Standort) | Höhle vermutlich mit Funden vorgeschichtlicher Zeitstellung.    | D-4-5934-0029 |      |
| Limmersdorfer Forst (Standort) | Pingenfeld des späten Mittelalters.                             | D-4-5934-0063 |      |
| Limmersdorfer Forst (Standort) | Bestattungsplatz mit Grabhügel vorgeschichtlicher Zeitstellung. | D-4-6034-0133 |      |

### Bodendenkmäler in der Gemarkung Menchau
| Lage               | Objekt                                                  | Akten-Nr.     | Bild |
| ------------------ | ------------------------------------------------------- | ------------- | ---- |
| Menchau (Standort) | Grabhügel vorgeschichtlicher Zeitstellung.              | D-4-5934-0025 |      |
| Menchau (Standort) | Grabhügel vorgeschichtlicher Zeitstellung.              | D-4-5934-0026 |      |
| Menchau (Standort) | Verschleifte Grabhügel vorgeschichtlicher Zeitstellung. | D-4-5934-0125 |      |
| Menchau (Standort) | Grabhügel vorgeschichtlicher Zeitstellung.              | D-4-6034-0001 |      |

### Bodendenkmäler in der Gemarkung Tannfeld
| Lage                | Objekt                                                                        | Akten-Nr.     | Bild |
| ------------------- | ----------------------------------------------------------------------------- | ------------- | ---- |
| Tannfeld (Standort) | Grabhügel der späten Hallstattzeit mit frühlatènezeitlichen Nachbestattungen. | D-4-6034-0010 |      |
| Tannfeld (Standort) | Grabhügel der Hallstattzeit.                                                  | D-4-6034-0011 |      |
| Tannfeld (Standort) | Grabhügel vorgeschichtlicher Zeitstellung.                                    | D-4-6034-0014 |      |
| Tannfeld (Standort) | Siedlung vor- und frühgeschichtlicher Zeitstellung.                           | D-4-6034-0134 |      |

### Bodendenkmäler in der Gemarkung Thurnau
| Lage               | Objekt | Akten-Nr.     | Bild |
| ------------------ | --- | ------------- | ---- |
| Thurnau (Standort) | Grabhügelfeld der späten Hallstattzeit. | D-4-5934-0023 |      |
| Thurnau (Standort) | Archäologische Befunde des Mittelalters und der frühen Neuzeit im Bereich der im Kern spätmittelalterlichen Evangelisch-Lutherischen Pfarrkirche St. Laurentius von Thurnau. Siehe auch: St. Laurentius (Thurnau) | D-4-5934-0107 |      |
| Thurnau (Standort) | Untertägige Teile des spätmittelalterlichen bis frühneuzeitlichen Schlosses in Thurnau sowie Fundamente mittelalterlicher Vorgängerbauten. Siehe auch: Schloss Thurnau                                            | D-4-5934-0108 |      |
| Thurnau (Standort) | Untertägige Teile der frühneuzeitlichen Friedhofskirche in Thurnau sowie Fundamente eines abgegangenen Spitals des Mittelalters.                                                                                  | D-4-5934-0109 |      |